# Patrol (film)

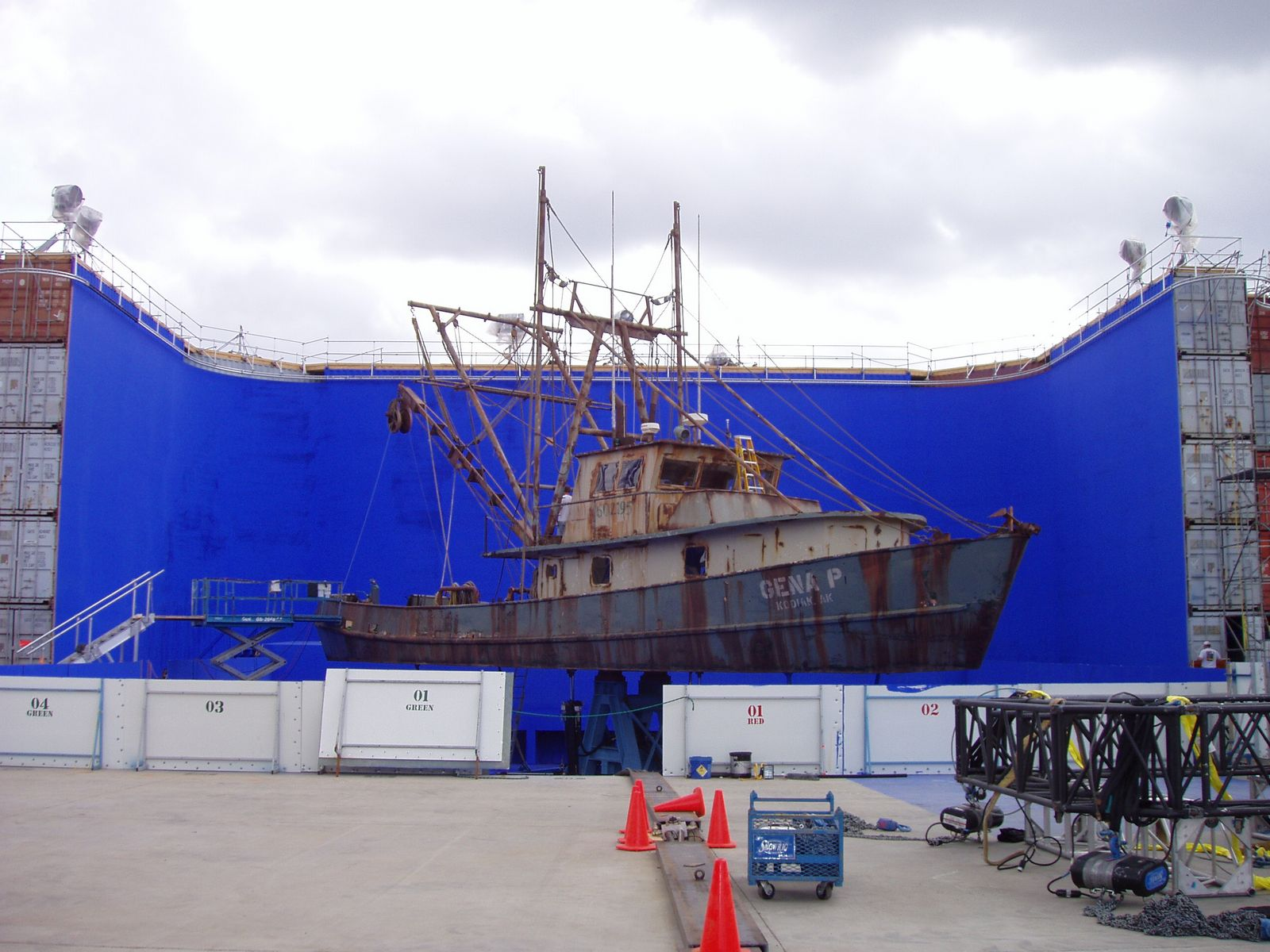
Plan filmu

Patrol – amerykański film sensacyjny z 2006 roku, w reżyserii Andrew Davisa.

## Fabuła
Film opowiada o pracy ratowników ze Straży Wybrzeża Stanów Zjednoczonych. Ben Randall jest jednym z najlepszych w tym fachu. Jednak podczas pewnej akcji traci całą załogę. Po tym wydarzeniu chce odejść ze służby. Jednak dowódca daje mu ostatnią szansę: ma szkolić młodych rekrutów Straży. Szkolenie ma trwać 18 tygodni. Jego uwagę zwraca Jake Fisher, który ma zadatki na ratownika, ale nie potrafi podporządkować się rygorom pracy zespołowej.

## Główne role
- Kevin Costner – Ben Randall
- Ashton Kutcher – Jake Fischer
- Sela Ward – Helen Randall
- Melissa Sagemiller – Emily Thomas
- Clancy Brown – kapitan William Hadley
- Omari Hardwick – Carl Billings
- Alex Daniels – Dziki Bill